# Camerun ai Giochi della XXIII Olimpiade
Il Camerun partecipò ai Giochi della XXIII Olimpiade, svoltisi a Los Angeles, Stati Uniti, dal 28 luglio al 12 agosto 1984, con una delegazione di 46 atleti impegnati in sei discipline.

## Medaglie
| Medaglia | Atleta               | Sport    | Evento       |
| -------- | -------------------- | -------- | ------------ |
| Bronzo   | Martin Ndongo-Ebanga | Pugilato | Pesi leggeri |